# برموندزی (تورنتو)
برموندزی (انگلیسی: Bermondsey, Toronto) محله ای در تورنتو، انتاریو، کانادا است. این محله یک مثلث ناهموار با دره رود دون (انتاریو) در غرب، خیابان اگلینتون در شمال شرقی و O'Connor Drive در جنوب شرقی را پوشش می‌دهد.